# O rei da vela
O rei da vela es una obra de teatro escrita por Oswald de Andrade, unos de los principales nombres del Modernismo brasileño. Aunque fue escrita en 1933, no se publicaría hasta 1937. Sin embargo, no sería hasta treinta años más tarde cuando se llevaría a escena, ya que el texto se consideraba «irrepresentable». Escrita durante la gran depresión, estuvo influida por los propios problemas financieros del autor. Sus personajes, miembros de la élite burguesa y rural, son retratados como ridículos y decadentes, envueltos en engaños, explotación, falta de moralidad y con una sexualidad perturbada. 

## Sinopsis
La obra cuenta la historia de un empresario de velas, arruinado por el peso de préstamos —a los que no puede hacer frente— ofrecidos por el imperialismo estadounidense. De esa manera, el autor retrata la condición subdesarrollada del país, blanco de mentalidades mezquinas, autoritarias y basadas en las apariencias. Abelardo I se casa con Heloísa de Lesbos para intentar unir las fuerzas de la burguesía con la fallida aristocracia del café. No obstante, ni así consigue mejorar su situación económica. Abelardo II traiciona a su antiguo jefe y se convierte en heredero del decadente imperio. 

## Personajes
- Abelardo I
- Abelardo II
- Heloísa de Lesbos
- Joana, "conhecida por João dos Divãs"
- Totó Fruta do Conde
- Coronel Belarmino
- Dona Cesarina
- Dona Poloquinha
- Perdigoto
- O americano
- O cliente
- O intelectual Pinote
- A secretária
- Devedores e devedoras
- O ponto.